# حراس الطبيعة
حراس الطبيعة مسلسل رسوم متحركة أسترالي عرض لأول مره في عام 1991 ويتكون من 26 حلقة وتمت دبلجته إلى اللغة العربية .

## روابط خارجية
- حراس الطبيعة على موقع IMDb (الإنجليزية)